# Неклоньчица-Унемысьл
Неклоньчица-Унемысьл (до 1945: Кёнигсфельде-Вильгельмсдорф, 1945—1947 Неклоньчице) — недействующая железнодорожная пассажирская остановка, расположенная в деревне Унемысьл (Полицкий повят, Западно-Поморское воеводство, Польша).

## История
Остановка была открыта 15 марта 1910 года вместе с завершением строительства железнодорожной линии от станции Ясениц (Ясеница) до станции Цигенорт (Тшебеж-Щециньский). Остановка действовала до закрытия пассажирских перевозок на линии 30 сентября 2002 года.